# Zébu
Bos taurus indicus
Sous-espèce

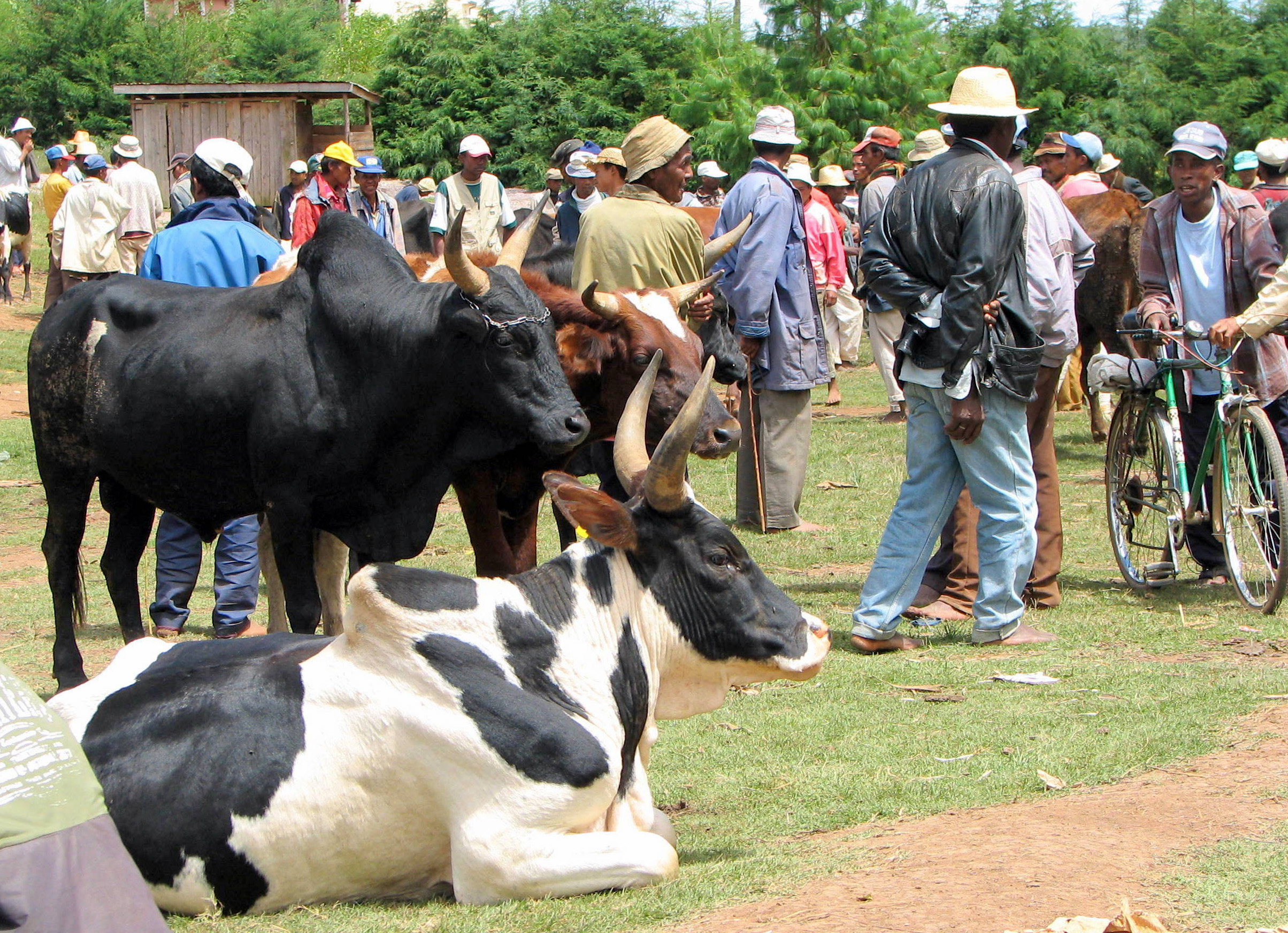
Des zébus de Madagascar.

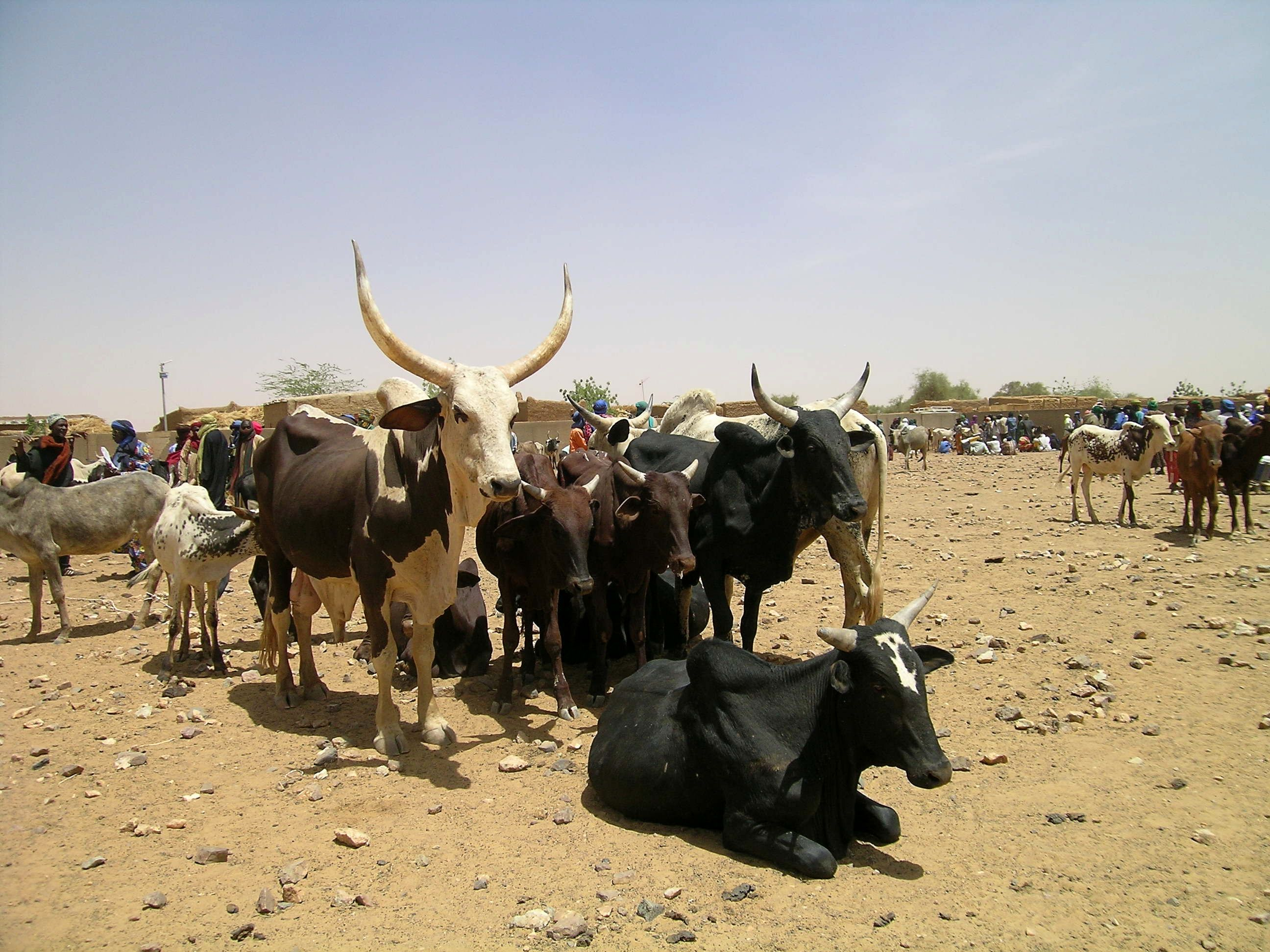
Des zébus au Burkina Faso.

Le Zébu (Bos taurus indicus) est un bovidé domestique descendant d'une sous-espèce indienne de l'aurochs. Le mot zébu vient du tibétain « zeba » signifiant étymologiquement « bosse ».

## Systématique
Ayant auparavant un statut d'espèce à part (Bos indicus), le zébu est actuellement considéré par la majorité des auteurs comme une sous-espèce du bœuf domestique Bos taurus : Bos taurus indicus. Selon la tendance actuelle des biologistes de reclasser les espèces domestiques en simple sous-groupe des espèces sauvages originelles, le zébu est souvent présenté sous le nom de Bos primigenius indicus (une sous-espèce d'aurochs (Bos primigenius), ou sous le nom de Bos primigenius f. indicus » (f. pour forma signifiant que le zébu est une « forme » domestique, et non une sous-espèce à part entière, statut réservé par certains biologistes à des animaux sauvages).

### Liste des sous-espèces éventuelles
Selon NCBI (9 mai 2012) :
- sous-espèce Bos indicus gudali

## Origine
Le zébu est originaire de la péninsule indienne. Il a existé durant la préhistoire une branche différenciée de l'aurochs en Inde, Bos primigenius namadicus (en). Le zébu en est-il le descendant, ou s'est-il séparé ultérieurement de la branche bovine Bos primigenius taurus ? Les recherches actuelles en archéologie ne permettent pas de trancher.
En revanche, l'histoire du zébu contemporain, Bos taurus indicus, est connue avec plus d'acuité. Sa domestication a débuté il y a 8 500 à 6 000 ans à Mehrgarh. De là, il a colonisé toute la péninsule indienne.
Par la suite, il est arrivé en Afrique (voir aussi Zébu ouest africain) où par ses capacités d'acclimatation il s'est bien adapté à l'assèchement progressif d'une partie du continent. Les trois théories sur la date de son arrivée en Afrique sont les suivantes :
- Arrivée ancienne (il y a 3 000 à 4 000 ans). Il serait arrivé probablement par la Mésopotamie et l'Égypte (Payne et Wilson, 1999 et Henri Lhote, L'Extraordinaire aventure des Peuls[3]).
- Arrivée au premier millénaire av. J.-C. d'un zébu venu d'Égypte (théorie fondée sur les recherches archéologiques : Muzzolini, 2000). Ce zébu, aurait lentement diffusé ses gènes au fil des croisements dans les populations bovines autochtones d'Afrique.
- Arrivée plus tardive de zébus indo-pakistanais amenés dans la corne de l'Afrique (Éthiopie, Somalie), par les Arabes. Cette thèse est appuyée par des recherches sur la génétique moléculaire ; (Hanotte et autres, 2002) elle montre une diffusion rapide des gènes de zébus dans les populations autochtones.

Une seconde arrivée beaucoup plus récente en Afrique date des années 1880. Des missionnaires italiens ont introduit des bovins européens afin d'augmenter la productivité en Érythrée. Avec eux, ils ont amené la peste bovine qui a décimé le cheptel local. Une importation massive a été faite depuis l'Inde afin de rendre aux populations locales leur moyen de subsistance.
Les Américains et les Australiens ont été séduits par les qualités du bovin à bosse et l'ont également importé. Ils ont développé un élevage florissant au Brésil, aux États-Unis, en Amérique centrale et en Australie.
Depuis l'indépendance de l'Inde, les exportations de bovins ont cessé. La vache est sacrée dans ce pays, et son voyage outre-mer n'est pas désiré.

## Morphologie et aptitudes

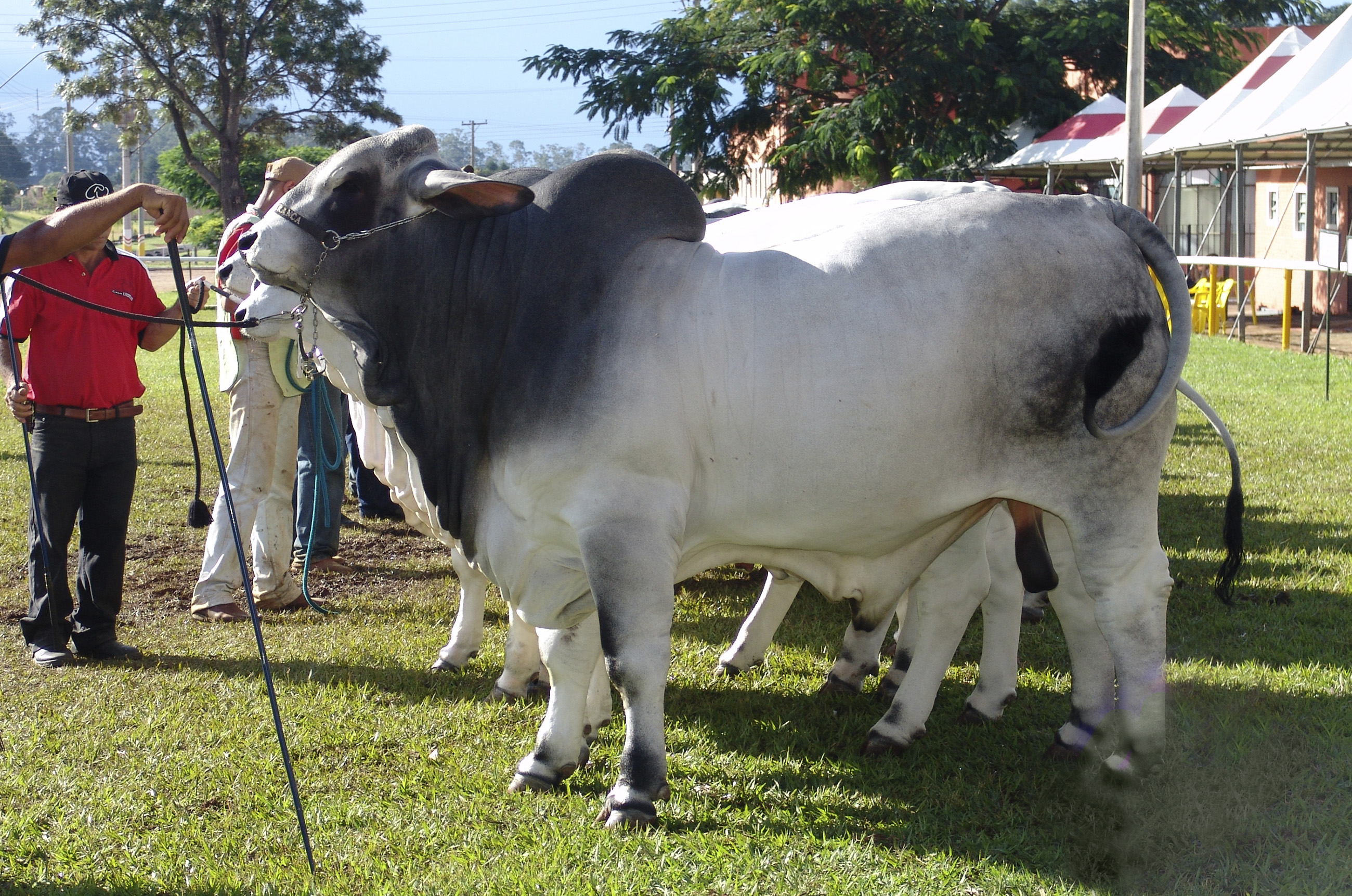
Brahman (Bos Indicus), en Avaré (Brésil).

Le zébu existe en couleurs aussi variées que celles du bœuf. Cependant, les couleurs rouge et gris clair sont majoritaires. Généralement, le poil est de couleur claire, lui permettant de supporter la chaleur. Sous le poil, la peau est noire car riche en mélanine afin de minimiser les risques de cancer. La peau est ample, voire lâche sous le cou : elle augmente la surface, permettant un meilleur échange thermique. Cette peau a la faculté de vibrer comme celle des chevaux pour faire fuir mouches et taons. Sa résistance aux parasites externes est importante.
Les oreilles sont de grande taille et souvent pendantes.
Une bosse graisseuse rehausse le niveau du garrot, surtout chez les mâles, cette bosse étant petite ou grosse, droite ou tombante selon les races. Elle constitue une réserve calorique qui leur permet de supporter des périodes de disette : elle se gonfle en saison humide et dégonfle pendant la saison sèche.
Selon les races et la richesse des pâturages, les individus peuvent peser de 200 kg à plus d'une tonne.
Malgré ces excellentes aptitudes rustiques, les zébus sont sensibles aux atmosphères humides, aux trypanosomes, aux tiques et aux maladies transmises par les tiques.

## Utilisations

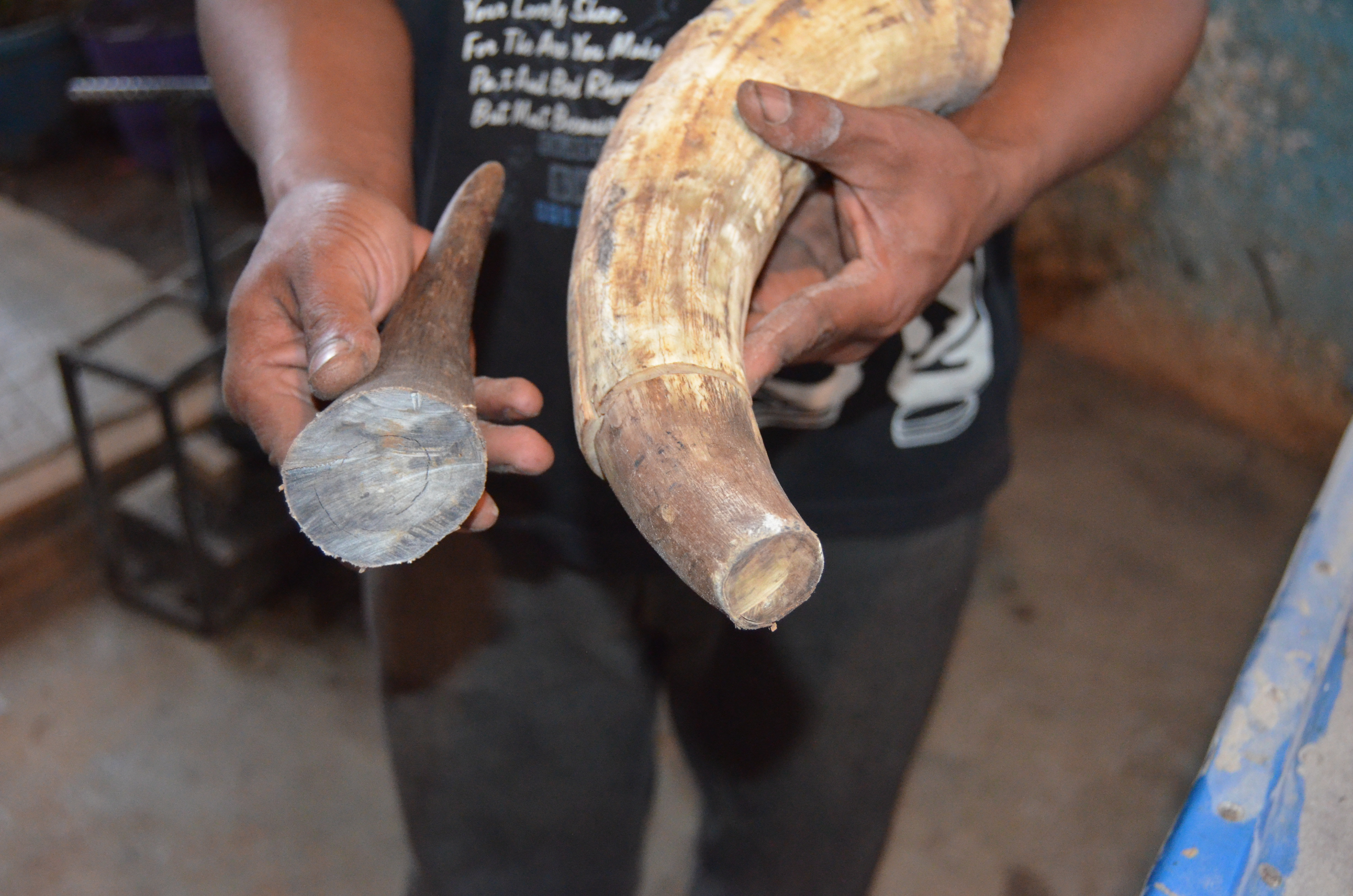
Des cornes de zébu utilisées pour de l'artisanat malgache

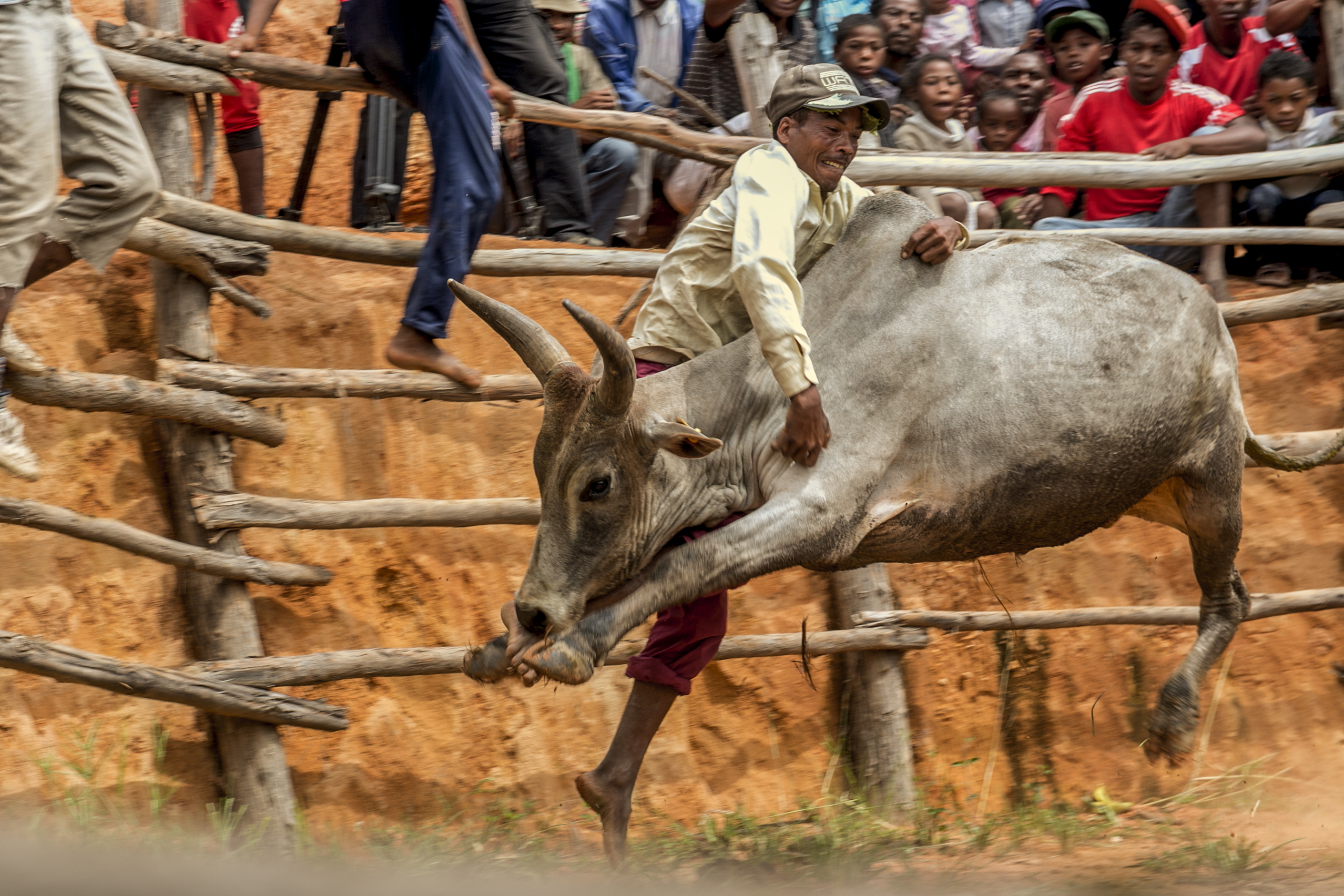
Savika à Madagascar.

En Inde, il est élevé pour son lait et sa force de travail. Les animaux trop vieux sont relâchés en liberté. Ils errent dans les campagnes et les villes, à la recherche de la nourriture que les Hindous leur donnent. Le zébu est aussi utilisé au Jalikatai qui est un sport pratiqué dans le Sud de l'Inde dans l'État du Tamil Nadu.
Dans les autres pays, la production a aussi été orientée vers la viande. Lorsque la sélection à l'européenne a œuvré, leur productivité égale presque celle des bovins européens, mais dans des milieux climatiques où seuls les zébus peuvent être rentables.
Il est élevé par les agriculteurs, pour son lait, pour sa viande, son cuir et comme animal de trait. Les cornes de zébus sont utilisées pour faire des manches de couteau. Elles sont préférées aux cornes de bœuf, car elles sont plus grandes.
Chez les peuples d'Afrique pratiquant nomadisme et pastoralisme, tels que les Massaïs ou les Peuls, le prestige des familles se mesure à l'importance des troupeaux. Ainsi, les animaux ne sont que très rarement abattus. Leurs éleveurs utilisent leur lait ; même si la production par animal est faible, la traite est faite en rotation sur toutes les femelles, assurant ainsi une quantité suffisante pour la tribu. Chez les Massaïs, le sang est prélevé à l'aide d'une flèche sur une veine du cou des animaux. Ils fournissent ainsi un produit riche en protéines et en fer, sans avoir à abattre l'animal.
Le zébu étant un bovin, la liste des races existantes est incluse dans la Liste des races bovines. Il est d'ailleurs difficile de distinguer bovin eurasiatique et zébu en Afrique (voir Zébu ouest africain), tant les métissages entre les deux branches ont été importants et répétés.
À Madagascar, il existe un sport appelé savika, sorte de tauromachie sans mise à mort du zébu. Le principe est de s'agripper avec ses mains sur la bosse du dos du zébu et d'utiliser ses jambes comme des ressorts pour éviter de se faire piétiner par l'animal. Ceux qui pratiquent ce sport sont appelés les mpisavika. Par ailleurs, l'équipe de Madagascar de football porte aujourd'hui le nom  d'une race de zébus appelée « Barea » qui a sa part d'histoire pour les Malgaches.

## Hybrides
- zopiok (femelle quelquefois féconde) : zébu + yak
- De nombreuses races résultent de l'hybridation entre zébu et bœuf : barzona, beefmaster, braford, brahmousin, Frisonne-sahiwal australienne, Santa Gertrudis, zébu laitier australien...
- Il est possible de croiser des montbéliardes avec des zébus[7].